# Winnie Waldron
Winnie Waldron est une productrice américaine de radio et de musique de jeux vidéo.

## Ludographie
- 2005 : Charlie et la Chocolaterie
- 2005 : God of War
- 2006 : Da Vinci Code
- 2007 : Shrek le troisième
- 2008 : Speed Racer, le jeu vidéo
- 2009 : The Maw
- 2009 : SimAnimals
- 2009 : Spore Hero
- 2010 : Le Royaume de Ga'hoole
- 2012 : Assassin's Creed III: Liberation
- 2012 : Little Big Planet Karting
- 2012 : Little Big Planet PS Vita
- 2014 : Little Big Planet 3
- 2016 : Audioshield
- 2016 : Dragon Front
- 2016 : Homefront: The Revolution
- 2017 : Lineage M
- 2017 : Fail Factory
- 2018 : Shattered State
- 2019 : Sports Scramble
- 2019 : Ballista
- 2019 : Scraper: First Strike
- 2020 : Sackboy: A Big Adventure
- 2020 : Spyder
- 2020 : The Dark Eye: Book of Heroes
- 2022 : Jurassic World: Primal Ops

## Distinctions
Winnie Waldron a reçu plusieurs prix pour son travail parmi lesquels :
- 2005 : Game Audio Network Guild Awards de la musique de l'année et de la meilleure musique interactive pour God of War
- 2006 : DICE Award de la meilleure musique pour God of War
- 2010 : Hollywood Music in Media Award de la meilleure chanson pour With Hearts Sublime dans Le Royaume de Ga'hoole
- 2012 : Hollywood Music in Media Award de la meilleure chanson pour Assassin's Creed III: Liberation
- 2014 : Global Music Award de la meilleure musique pour Little Big Planet 3
- 2022 : NYX Award de la meilleure musique pour Jurassic World: Primal Ops